# المجلد
تقع مدينة المٌجْلَد (Almuglad ) في الجزء الغربي من ولاية غرب كردفان و تبعد حوالي 1000 كم من العاصمة الخرطوم وبها رئاسة محلية أبيي

## أهميتها
- تتمتع المنطقة والمحلية بالثروات الاقتصادية العديدة أهمها النفط. حيث نجد أن منطقة المجلد من أوائل المناطق التي حظيت بالاستكشافات النفطية .
- بها كلية هندسة النفط والمياه التابعة لجامعة السلام [1]

## أعلام
- أبو بكر كاكي